# Degeneração hidrópica
Degeneração hidrópica é o acúmulo de água no meio intracelular (hiperhidratação celular), consequência de desequilíbrios no controle do gradiente osmótico no nível da membrana citoplasmática e nos mecanismos de absorção, eliminação de água e eletrólitos intracelulares. Não é aspeto de lesão celular irreverssível.

## Patogenia
- Desequilíbrio iônico ente sódio e potássio
- Sódio fica retido intracelularmente, o que provoca a rápida entrada de água na célula e a retenção de potássio extracelularmente.
- Queda da bomba de Sódio e Potássio, a célula se torna mais permeável, entra muita água da mitocôndria, aumentando seu tamanho e diminuindo o seu metabolismo e a produção de energia (ATP)

## Aspecto macroscópico
- Aumento de volume tecidual;
- Tonalidade pálida;
- Perda da elasticidade do tecido;
- Brilho característico;

## Aspecto microscópico
- Células aumentadas de volume
- Núcleo não é deslocado.
- Citoplasma com estrutura em "rendilhado"
- Contornos celulares bem evidentes e corados

## Possíveis causadores da Degeneração hidrópica
- Hipóxia
- Infecções bacterianas e virais
- Hipertermia
- Intoxicação endógena